# Cobunus pallidiolus
Cobunus pallidiolus är en stekelart som först beskrevs av Matsumura 1912.  Cobunus pallidiolus ingår i släktet Cobunus och familjen brokparasitsteklar. Inga underarter finns listade i Catalogue of Life.